# BNY Mellon Center (Philadelphia)
 BNY Mellon Center è un grattacielo situato a Filadelfia, in Pennsylvania.

## Caratteristiche
Alto 241 metri e con 54 piani, la costruzione fu completata nel 1990. L'edificio è stato chiamato Mellon Bank Center fino al 2009, quando fu ribattezzato come parte di un'iniziativa di branding per la neo-costituita Bank of New York Mellon. All'inizio del 2019, l'edificio è stato venduto per $ 451,6 milioni a Silverstein Properties, un record per una proprietà di Filadelfia.
L'edificio è stato progettato dallo studio di architettura Kohn Pedersen Fox Associates ed è di proprietà di HRPT Properties Trust e sorge sull'ex sito del terminal autobus Greyhound della città.
BNY Mellon Center fa parte di un complesso di edifici per uffici noto come Penn Center e come tale è alternativamente noto come Nine Penn Center. Il BNY Mellon Center è attualmente il 161° edificio più alto del mondo e il quinto edificio più alto di Filadelfia.

## Inquilini
Gli inquilini hanno incluso la sede centrale di Sunoco e FMC Corporation. Ospita anche uffici di Citizens Bank, Aberdeen Asset Management, Aon Corporation, The Boston Consulting Group, UBS, CrowdConnect Group, The PFM Group, Goldman Sachs, società di e-commerce iDealster e lo studio legale Ballard Spahr.

## Nella cultura di massa
L'atrio di questo edificio è apparso nel film di Filadelfia del 1993, con Tom Hanks e Denzel Washington.